# Barney Frank

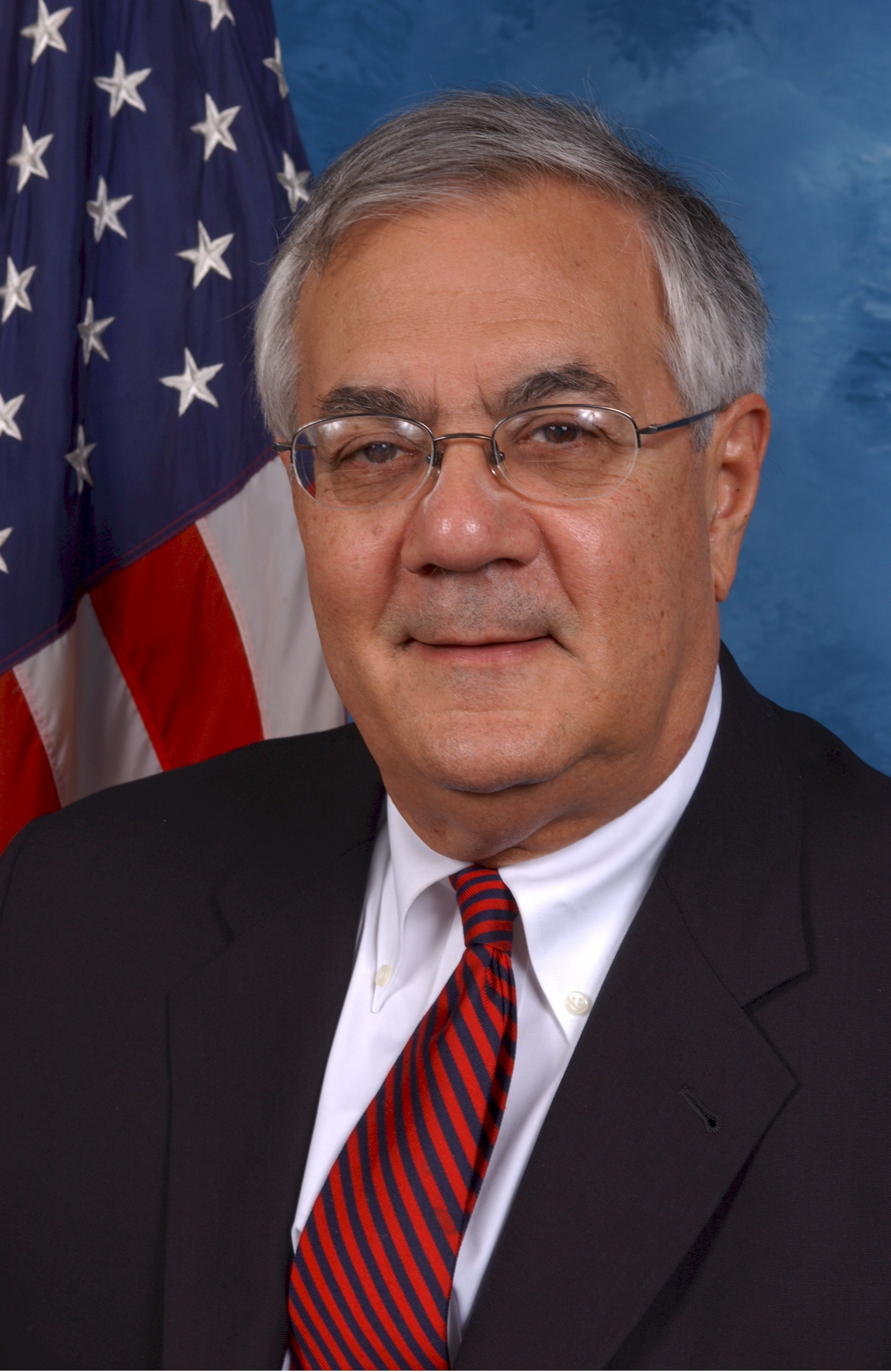
Barney Frank

Barney Frank (* 31. März 1940 in Bayonne, New Jersey) ist ein US-amerikanischer Politiker (Demokratische Partei). Von 1981 bis 2013 vertrat er den vierten Kongresswahlbezirk des Bundesstaates Massachusetts im US-Repräsentantenhaus. Er war dort bis 2011 Vorsitzender des Finanzausschusses. 

## Frühe Jahre
Frank studierte nach seiner Schulausbildung an der Harvard University, wo er 1962 seinen Bachelor-Abschluss erreichte. Während seines Promotionsstudiums war er als Assistent tätig und gab in diesem Rahmen Unterricht. Noch vor Erreichen des Ph.D. verließ er Harvard jedoch, um Chief Assistant vom Bürgermeister Kevin White in Boston zu werden. Nach drei Jahren wechselte er als Administrative Assistant zum Abgeordneten Michael J. Harrington.
1972 wurde Frank als Abgeordneter in das Repräsentantenhaus von Massachusetts gewählt, wo er acht Jahre tätig war. Während dieser Zeit besuchte er die Harvard Law School und graduierte 1977.
In diesen Jahren unterrichtete er zeitweise auch an der University of Massachusetts Boston, an der John F. Kennedy School of Government bei Harvard und an der Boston University. Frank veröffentlichte mehrere politische Artikel. 1992 veröffentlichte er ein Essay unter dem Titel Speaking Frankly über die Rolle der Demokratischen Partei, die diese in den 1990er Jahren spielen sollte.

## Kongressabgeordneter
1980 wurde Frank in den US-Kongress gewählt. Er übernahm den Sitz von Robert Drinan, der sein Mandat aufgegeben hatte. 1982 wurde Frank wiedergewählt und besiegte die republikanische Gegenkandidatin Margaret Heckler. In den folgenden Jahren, so auch zuletzt am 2. November 2010, wurde Frank regelmäßig wiedergewählt.
1987 machte Frank auf eigenen Wunsch seine Homosexualität publik. Er gründete 1998 die Organisation Stonewall Democrats, die sich für die Rechte von Homosexuellen einsetzt.
Im Jahr 2003 opponierte Frank als Vorsitzender des House Financial Services Committee gegen die Bemühungen der Bush-Regierung und der republikanischen Kongressabgeordneten, die Hausfinanzierungsbranche stärker zu regulieren, um eine drohende Finanzkrise abzuwenden, was einen der größten Staatseingriffe seit der Savings-and-Loan-Krise ausgemacht hätte. Zu diesem Zweck sollte eine Behörde innerhalb des Finanzministeriums geschaffen werden, die Fannie Mae und Freddie Mac beaufsichtigen sollte, zwei von der Regierung finanzierte Unternehmen, die zu den größten Unternehmen im amerikanischen Hypothekarkreditwesen gehörten. Frank sagte während einer Debatte: „Diese zwei Unternehmen, Fannie Mae und Freddie Mac, steuern auf keine Art von finanzieller Krise zu.“ Er fügte an: „Je mehr Leute diese Probleme aufbauschen, je mehr Druck auf diesen Unternehmen lastet, umso weniger Ergebnisse werden wir hinsichtlich erschwinglichen Hausbaus sehen.“ Unter anderem aus diesen Gründen wurde ihm wiederholt eine aktive Mitschuld an der Finanzkrise ab 2007 vorgeworfen.
Am 28. November 2011 wurde bekannt, dass Frank sich 2012 nicht wieder zur Wahl stellen wird.
Am 7. Juli 2012 heiratete Frank in Newton (Massachusetts) seinen langjährigen Lebenspartner und ging damit die erste gleichgeschlechtliche Ehe eines Kongressabgeordneten ein. Erst nach seiner Kongresszeit bekannte er sich in der Bill-Maher-Show dazu, auch Atheist zu sein.

## Auszeichnungen
- 2014 wurde er zum Humanist of the Year durch die American Humanist Association gewählt.